# Йоакім Ліндстрем
Йоакім Лі́ндстрем (швед. Joakim Lindström; нар. 5 грудня 1983, Шеллефтео) — шведський хокеїст, крайній нападник. В минулому гравець збірної команди Швеції.

## Ігрова кар'єра
Хокейну кар'єру розпочав на батьківщині 2000 року виступами за команду МОДО.
2002 року був обраний на драфті НХЛ під 41-м загальним номером командою «Колумбус Блю-Джекетс». 
З 2004 виступає за «Сірак'юс Кранч» (АХЛ). 
У сезоні 2005/06 дебютує в складі «Колумбус Блю-Джекетс». Шведу не вдається закріпитись в основі «синіх жакетів» і 3 грудня 2008 він переходить до «Фінікс Койотс». За «Койотс» Йоакім відіграв до кінця сезону та перебрався до команди КХЛ «Торпедо» (Нижній Новгород). За нижегородців швед також відіграв один рік.
Влітку 2010 повертається до Швеції, де укладає контракт з «Шеллефтео», а ще через рік знову пробує пробитись до НХЛ цього разу уклавши однорічний контракт з «Колорадо Аваланч». та вже 29 листопада 2011 повертається до лав «Шеллефтео», де відіграє три сезони.
Сезон 2014/15 Йоакім проведе знову в НХЛ, де встигне пограти за «Сент-Луїс Блюз» та «Торонто Мейпл-Ліфс».
1 травня 2015 укладає однорічний контракт з клубом КХЛ СКА (Санкт-Петербург), а 27 квітня 2016 повертається до «Шеллефтео», де і завершив ігрову кар'єру в 2023 році.

## У складі збірних
Захищав кольори юніорської збірної Швеції та молодіжної збірної Швеції. 
У складі національної збірної Швеції бронзовий призер чемпіонату світу 2014.

## Нагороди та досягнення
- Чемпіон Швеції в складі «Шеллефтео» — 2013.

## Статистика

### Клубні виступи
| Сезон        | Клуб                        | Ліга         | Регулярний сезон | Регулярний сезон | Регулярний сезон | Регулярний сезон | Регулярний сезон | Плей-оф | Плей-оф | Плей-оф | Плей-оф | Плей-оф |
| Сезон        | Клуб                        | Ліга         | І                | Г                | П                | О                | ШХ               | І       | Г       | П       | О       | ШХ      |
| ------------ | --------------------------- | ------------ | ---------------- | ---------------- | ---------------- | ---------------- | ---------------- | ------- | ------- | ------- | ------- | ------- |
| 2000–01      | МОДО                        | Елітсерія    | 10               | 2                | 3                | 5                | 2                | 7       | 0       | 1       | 1       | 0       |
| 2001–02      | МОДО                        | Елітсерія    | 42               | 4                | 3                | 7                | 20               | 14      | 3       | 5       | 8       | 8       |
| 2002–03      | МОДО                        | Елітсерія    | 29               | 4                | 2                | 6                | 14               | 6       | 1       | 1       | 2       | 2       |
| 2003–04      | «Сундсвалль»                | Аллсв        | 2                | 0                | 5                | 5                | 0                | —       | —       | —       | —       | —       |
| 2003–04      | МОДО                        | Елітсерія    | 15               | 0                | 2                | 2                | 0                | —       | —       | —       | —       | —       |
| 2004–05      | МОДО                        | Елітсерія    | 37               | 2                | 3                | 5                | 24               | —       | —       | —       | —       | —       |
| 2004–05      | «Сірак'юс Кранч»            | АХЛ          | 13               | 4                | 4                | 8                | 0                | —       | —       | —       | —       | —       |
| 2005–06      | «Сірак'юс Кранч»            | АХЛ          | 64               | 14               | 29               | 43               | 52               | 6       | 1       | 1       | 2       | 0       |
| 2005–06      | «Колумбус Блю-Джекетс»      | НХЛ          | 3                | 0                | 0                | 0                | 0                | —       | —       | —       | —       | —       |
| 2006–07      | «Сірак'юс Кранч»            | АХЛ          | 50               | 22               | 26               | 48               | 34               | —       | —       | —       | —       | —       |
| 2006–07      | «Колумбус Блю-Джекетс»      | НХЛ          | 9                | 1                | 0                | 1                | 4                | —       | —       | —       | —       | —       |
| 2007–08      | «Сірак'юс Кранч»            | АХЛ          | 49               | 25               | 35               | 60               | 68               | 13      | 4       | 3       | 7       | 6       |
| 2007–08      | «Колумбус Блю-Джекетс»      | НХЛ          | 25               | 3                | 4                | 7                | 14               | —       | —       | —       | —       | —       |
| 2008–09      | «Айова Чопс»                | АХЛ          | 21               | 7                | 14               | 21               | 33               | —       | —       | —       | —       | —       |
| 2008–09      | «Сан-Антоніо Ремпедж»       | АХЛ          | 3                | 1                | 1                | 2                | 2                | —       | —       | —       | —       | —       |
| 2008–09      | «Фінікс Койотс»             | НХЛ          | 44               | 9                | 11               | 20               | 28               | —       | —       | —       | —       | —       |
| 2009–10      | «Торпедо» (Нижній Новгород) | КХЛ          | 55               | 10               | 20               | 30               | 62               | —       | —       | —       | —       | —       |
| 2010–11      | «Шеллефтео»                 | Елітсерія    | 54               | 28               | 32               | 60               | 134              | 18      | 4       | 7       | 11      | 16      |
| 2011–12      | «Колорадо Аваланч»          | НХЛ          | 16               | 2                | 3                | 5                | 0                | —       | —       | —       | —       | —       |
| 2011–12      | «Шеллефтео»                 | Елітсерія    | 21               | 7                | 13               | 20               | 45               | 19      | 5       | 12      | 17      | 22      |
| 2012–13      | «Шеллефтео»                 | Елітсерія    | 53               | 18               | 36               | 54               | 56               | 13      | 4       | 7       | 11      | 4       |
| 2013–14      | «Шеллефтео»                 | ШХЛ          | 55               | 23               | 40               | 63               | 72               | 14      | 6       | 12      | 18      | 10      |
| 2014–15      | «Сент-Луїс Блюз»            | НХЛ          | 34               | 3                | 3                | 6                | 8                | —       | —       | —       | —       | —       |
| 2014–15      | «Торонто Мейпл-Ліфс»        | НХЛ          | 19               | 1                | 3                | 4                | 4                | —       | —       | —       | —       | —       |
| 2015–16      | СКА (Санкт-Петербург)       | КХЛ          | 47               | 8                | 13               | 21               | 24               | 13      | 0       | 2       | 2       | 10      |
| 2016–17      | «Шеллефтео»                 | ШХЛ          | 51               | 18               | 36               | 54               | 32               | 7       | 2       | 2       | 4       | 4       |
| 2017–18      | «Шеллефтео»                 | ШХЛ          | 46               | 16               | 34               | 50               | 63               | 12      | 3       | 4       | 7       | 29      |
| 2018–19      | «Шеллефтео»                 | ШХЛ          | 48               | 18               | 24               | 42               | 20               | 6       | 3       | 2       | 5       | 0       |
| 2019–20      | «Шеллефтео»                 | ШХЛ          | 47               | 16               | 23               | 39               | 45               | —       | —       | —       | —       | —       |
| 2020–21      | «Шеллефтео»                 | ШХЛ          | 52               | 12               | 33               | 45               | 42               | 12      | 4       | 6       | 10      | 35      |
| 2021–22      | «Шеллефтео»                 | ШХЛ          | 52               | 11               | 26               | 37               | 16               | 6       | 4       | 1       | 5       | 4       |
| 2022–23      | «Шеллефтео»                 | ШХЛ          | 47               | 12               | 16               | 28               | 18               | 15      | 2       | 4       | 6       | 12      |
| Усього в ШХЛ | Усього в ШХЛ                | Усього в ШХЛ | 659              | 191              | 326              | 517              | 611              | 149     | 41      | 64      | 105     | 146     |
| Усього в НХЛ | Усього в НХЛ                | Усього в НХЛ | 150              | 19               | 24               | 43               | 58               | —       | —       | —       | —       | —       |
| Усього в КХЛ | Усього в КХЛ                | Усього в КХЛ | 102              | 18               | 33               | 51               | 86               | 13      | 0       | 2       | 2       | 10      |

### Збірна
| Рік                | Команда            | Турнір             | Місце              | І  | Г | П | О  | ШХ |
| ------------------ | ------------------ | ------------------ | ------------------ | -- | - | - | -- | -- |
| 2001               | Швеція             | ЮЧС18              | 7-е                | 6  | 2 | 5 | 7  | 2  |
| 2003               | Швеція             | МЧС                | 8-е                | 6  | 2 | 3 | 5  | 6  |
| 2014               | Швеція             | ЧС                 | 3                  | 9  | 5 | 6 | 11 | 4  |
| 2015               | Швеція             | ЧС                 | 5-е                | 8  | 2 | 3 | 5  | 2  |
| 2018               | Швеція             | ОІ                 | 5-е                | 4  | 0 | 0 | 0  | 0  |
| Молодіжна збірна   | Молодіжна збірна   | Молодіжна збірна   | Молодіжна збірна   | 12 | 4 | 8 | 12 | 8  |
| Національна збірна | Національна збірна | Національна збірна | Національна збірна | 21 | 7 | 9 | 16 | 6  |